# Alfred Zürtz
Alfred Zürtz (* 3. August 1884 in Saalfeld; † 14. Oktober 1957 in Lauterbach) war ein hessischer Politiker (NSDAP) und Abgeordneter des Landtags des Volksstaates Hessen in der Weimarer Republik.

## Leben
Alfred Zürtz war der Sohn des Mechanikers August Karl Hermann Zürtz und dessen Frau Minna geborene Herdegen. Er heiratete am 2. August 1914 in Wilhelmshaven Johanna Martha geborene Otto. Das Paar hatte einen Sohn, Hans-Günter August Hermann Zürtz, geboren am 12. April 1916 in Rüstringen (heute zu Wilhelmshaven), gefallen am 7. Dezember 1942 als Oberleutnant der Reserve und Oberfeldmeister im Reichsarbeitsdienst bei Wyssokoje-Komary, Gebiet Rshew. Sowjetunion.
Alfred Zürtz war Bauschlosser, Deckoffizier der Kaiserlichen Marine und ab 1919 Handelsvertreter in Darmstadt.
Alfred Zürtz war Mitglied des Kreistages und des Kreisausschusses in Darmstadt sowie zweiter Vorsitzender des Stadtrates Darmstadt. 1932 bis 1933 war er für die NSDAP Mitglied des hessischen Landtags. Im Landtag war er stellvertretendes Mitglied des 2. Ausschusses (Gesetzgebung). 1932 wurde er NSDAP-Kreisleiter in Darmstadt, 1934 Kreisdirektor und Kreisleiter des Landkreises Lauterbach und 1937 hauptamtlicher Kreisleiter Alsfeld-Lauterbach.
Auf der Einheitsliste der Deutschen Christen wurde Alfred Zürtz bei den kirchenordnungswidrig oktroyierten Kirchenwahlen vom 23. Juli 1933 in die Landessynode der Evangelischen Landeskirche in Hessen „gewählt“.
Zürtz war 1934 bis 1938, zeitweise in Personalunion, Kreisdirektor der Kreise Lauterbach und Schotten.
Nach dem Zusammenbruch 1945 wurde er durch US-Soldaten festgenommen. Auf einem Gefangenentransport konnte er flüchten und tauchte im Raum Aschaffenburg unter. Er wurde für tot gehalten und aufgrund seines angeblichen „Todes“ von der Spruchkammer nicht verfolgt.
Alfred Zürtz arbeitete nun als Handelsvertreter für Kaffee, Kakao und Tee. Im September 1952 wurde er enttarnt und im Alter von 69 Jahren vergeblich vor die Zentralspruchkammer Frankfurt geladen, um zum Belasteten erklärt zu werden.